# 富木車塚古墳
富木車塚古墳（とのきくるまづかこふん）は、大阪府高石市西取石にあった古墳。形状は前方後円墳。現在では墳丘は失われている。

## 概要
| 群 | 群 | 古墳名         | 形状         | 規模   | 築造時期 |
| -- | -- | -------------- | ------------ | ------ | -------- |
| 北 |    | 和泉黄金塚古墳 | 前方後円墳   | 94m    | 4c末     |
|    | 南 | 丸笠山古墳     | 前方後円墳   | 96m    | 4c末     |
|    | 南 | 鍋塚古墳       | 円墳         | 60-70m | 5c初     |
|    | 南 | 王塚古墳       | 帆立貝形古墳 | 46m    | 5c中     |
| 北 |    | 信太貝吹山古墳 | 帆立貝形古墳 | 60m    | 5c前     |
| 北 |    | カニヤ塚古墳   | 帆立貝形古墳 | 不明   | 5c後     |
| 北 |    | 大園古墳       | 帆立貝形古墳 | 50m    | 5c末     |
| 北 |    | 富木車塚古墳   | 前方後円墳   | 48m    | 6c中     |
|    | 南 | 狐塚古墳       | 前方後円墳   | 58m    | 6c後     |

大阪府南部、信太山丘陵北西麓の低位段丘の先端部に築造された古墳である。1959年（昭和34年）に発掘調査が実施されたのち、昭和40年代後半に宅地開発で消滅している（学術調査済であることを口実として破壊された例の1つ）。
墳形は前方後円形で、前方部を北西方に向けた。墳丘外表で葺石・埴輪は認められておらず、墳丘周囲に周濠も認められていない。埋葬施設は横穴式石室1基を含む計7基で、合計11人が副葬品とともに埋葬される。またくびれ部においても祭祀を反映した大量の須恵器群が検出されている。
この富木車塚古墳は、古墳時代後期の6世紀中葉頃の築造と推定される。有力豪族の家族墓として当時の家族構成を知るうえで重要視される古墳で、被葬者は明らかでないが『続日本紀』などに見える殿来連（とのきのむらじ、殿来氏）との関連が指摘される（付近では等乃伎神社の鎮座も知られる）。和泉地方北部では首長墓古墳として北群・南群の2群が認められるが、北群・南群にはそれぞれ時期的空白が認められることから両群が輪番制で首長を担ったと推定され、本古墳はそのうちの1つに位置づけられる。

## 墳丘
墳丘の規模は次の通り（数字は推定規模）。
- 墳丘長：48メートル
- 後円部
  - 直径：25メートル
  - 高さ：5メートル
- 前方部
  - 幅：18メートル
  - 高さ：3メートル

墳丘はすべて盛土によって構築される。

## 埋葬施設
埋葬施設は、後円部3基（埋葬6人）・前方部4基（埋葬5人）の計7基（埋葬11人）。内容は次の通り。
後円部
各主体は前方部に先行する。第2主体・第3主体は墳丘築造途中で構築され、第1主体に先行する。
- 第1主体 - 横穴式石室で、石室全長約7メートル・幅1.2メートルを測る。内部には陶棺・木棺が据えられ、金環・管玉・銀うつろ玉・直刀片・鉾などが検出されている。
- 第2主体 - 粘土槨で、長さ1.94メートル・幅0.8メートルを測る。直刀・石鏃・須恵器などが検出されている。
- 第3主体 - 木棺直葬で、長さ2.48メートル・幅0.55メートルを測る。直刀・埋木棗玉・首飾が検出されている。

前方部
各主体は後円部に後続する。
- 第1主体 - 木棺直葬。鹿角製環頭大刀・鉄鏃・須恵器が検出されている。
- 第2主体 - 木棺直葬。埋葬は2名。鉄剣・玉類・金環が検出されている。
- 第3主体 - 木棺直葬。鉄刀・金環・須恵器が検出されている。
- 第4主体 - 木棺直葬。

## 関連文献
（記事執筆に使用していない関連文献）
- 『富木車塚古墳（大阪市立美術館学報III）』大阪市立美術館、1960年。